# Traveling Wilburys
Traveling Wilburys var en supergruppe skabt af George Harrison (ex-Beatle) og Jeff Lynne (frontfigur i The Move, Idle Race og ELO). I begyndelsen var det en uformel gruppe bestående af Roy Orbison og Tom Petty, da de mødtes i Bob Dylans studie i Santa Monica, Californien, for at indspille et nummer til B-siden på Harrisons single "This is Love". Pladeselskabet mente dog at sangen ("Handle With Care") var for god til blot at blive udgivet som "fyld" på en single.
Musikerne nød så meget at arbejde sammen, at de besluttede sig for at lave et fælles album. Albummet blev skrevet og indspillet i løbet af kun 10 dage, da Dylan skulle på turné. Albummet blev udgivet i oktober 1988, og gruppens medlemmer optrådte under pseudonymer, som halvbrødre og sønner af "Charles Truscott Wilbury, Sr.". Musikmagasinet Rolling Stone udråbte pladen til at være blandt de hundrede bedste albums nogensinde. Roy Orbisons død (6. december 1988) forhindrede flere fuldtallige samarbejder; resten af gruppen fortsatte dog uden ham.
"Wilburys" var et slangudtryk, som Harrison og Lynne fandt på under indspilningen af Cloud Nine, og henviser til "nisser" i udstyret og indspilningsprocessen. Udtrykket blev igen brugt, da hele gruppen var samlet. Harrison foreslog "The Trembling Wilburys" (De Skælvende Wilbury'er) som gruppens navn, men de valgte "Traveling" (Rejsende) i stedet.
En velgørenhedssingle kaldet "Nobody's Child", som skulle gøre opmørksom på forældreløse børn i Rumænien, fulgte i starten af 1990. Et andet album (kaldet Volume 3 som et anerkendende nik til fans, der havde lavet en Volume 2 med tidlige miks fra studiet og alternative optagelser) blev udgivet i oktober 1990. Det blev dog ikke en lige så stor succes som sin forgænger.
Pr. januar 2006 går der stadig rygter, om at et tredje album er på vej, i spøg kaldet Vol. 5 på grund af George Harrisons død i 2001.
De to Traveling Wilburys-albums er ikke nemme at få fat i. Tom Petty har dog bekendtgjort i sin XM-radioudsendelse, at begge albums vil blive genudgivet i den nærmeste fremtid, med ekstranumre.
Traveling Wilburys på Volume 1 var:
- Nelson Wilbury – George Harrison
- Otis Wilbury – Jeff Lynne
- Lefty Wilbury – Roy Orbison
- Charlie T. Jnr. – Tom Petty
- Lucky Wilbury – Bob Dylan

Traveling Wilburys på Volume 3 var:
- Spike Wilbury – George Harrison
- Clayton Wilbury – Jeff Lynne
- Muddy Wilbury – Tom Petty
- Boo Wilbury – Bob Dylan

## Diskografi

### Studiealbum
- 1988: Traveling Wilburys Vol. 1
- 1990: Traveling Wilburys Vol. 3
- 2007: The Traveling Wilburys Collection

### Singler
- 1988: "Handle With Care"
- 1989: "End Of The Line"
- 1990: "Nobody's Child"
- 1990: "She's My Baby"
- 1991: "Wilbury Twist"